# رابطة كرة القدم اليابانية 2019
رابطة كرة القدم اليابانية 2019 (باليابانية: 第21回日本フットボールリーグ) هو الموسم 21 من رابطة كرة القدم اليابانية ‏. فاز فيه هوندا إف سي.